# Cima delle Stellune
La Cima delle Stellune (2605 m s.l.m.) è  una montagna della catena del Lagorai (Provincia autonoma di Trento).
Posta sullo spartiacque tra il bacino del Brenta a sud-est e il bacino dell'Adige-Avisio a nord-ovest.
La sommità segna il confine tra i comuni di Cavalese (versante nord), Castello-Molina di Fiemme (versante ovest), e Pieve Tesino (versanti E, S-E).
È meta particolarmente frequentata dagli escursionisti del Lagorai per i suoi resti di fortificazioni militari risalenti al conflitto 1915-1918 (zona attorno al lago Stellune), nonché per l'ampio ed istruttivo panorama.
Sul suo versante settentrionale (testata val Moena) è sito il piccolo nevaio di Busa, su quello occidentale (testata val delle Stue) il lago delle Stellune  e su quello meridionale (testata val Sorda) i laghetti delle Buse basse.